# Niklas Märkl
Niklas Märkl (Queidersbach, 3 marzo 1999) è un ciclista su strada e ciclocrossista tedesco che corre per il Team Picnic PostNL; è professionista dal 2021.

## Palmarès

### Strada
- 2017 (Juniores)

4ª tappa Corsa della Pace Juniores (Terezín > Terezín)
Trofeo Comune di Vertova
Trofeo Emilio Paganessi
- 2019 (Development Team Sunweb, due vittorie)

Prologo Istrian Spring Trophy (Umago > Umago, cronometro)
Youngster Coast Challenge

#### Altri successi
- 2017 (Juniores)

Classifica a punti Corsa della Pace Juniores

### Ciclocross
- 2016-2017

GGEW Grand Prix, Junior (Bensheim)
Campionati tedeschi, Junior

## Piazzamenti

### Grandi Giri
- Giro d'Italia

2023: 103º
2025: 156°
- Tour de France

2025: 112º

### Classiche monumento
- Giro delle Fiandre

2022: 85º
2024: ritirato
- Parigi-Roubaix

2024: fuori tempo massimo
2025: ritirato

### Competizioni mondiali
- Campionati del mondo su strada

Doha 2016 - In linea Junior: 2º
Bergen 2017 - In linea Junior: 4º
Fiandre 2021 - In linea Under-23: 14º
- Campionati del mondo di ciclocross

Heusden-Zolder 2016 - Junior: 10º
Bieles 2017 - Junior: 10º

### Competizioni continentali
- Campionati europei su strada

Herning 2017 - In linea Junior: 3º
Alkmaar 2019 - In linea Under-23: 18º